# Konstanty Tomicki
Konstanty Tomicki herbu Łodzia (zm. w 1683/1684 roku) – kasztelan wieluński w latach 1680–1683, sędzia ziemski wieluński w latach 1678–1680, cześnik sieradzki w latach 1667-1678, miecznik wieluński w latach 1667–1677, wielki poseł w Moskwie w 1680 roku.
Poseł sejmiku wieluńskiego na sejm nadzwyczajny 1668 roku. Jako poseł na sejm konwokacyjny 1674 roku z ziemi wieluńskiej był członkiem konfederacji generalnej zawiązanej 15 stycznia 1674 roku na tym sejmie. Poseł na sejm koronacyjny 1676 roku. Jako senator wziął udział w sejmie zwyczajnym 1681 roku.
Był elektorem Michała Korybuta Wiśniowieckiego z województwa sieradzkiego i ziemi wieluńskiej w 1669 roku. W 1674 roku był elektorem Jana III Sobieskiego z województwa sieradzkiego, podpisał jego pacta conventa.